# Бескин, Осип Мартынович

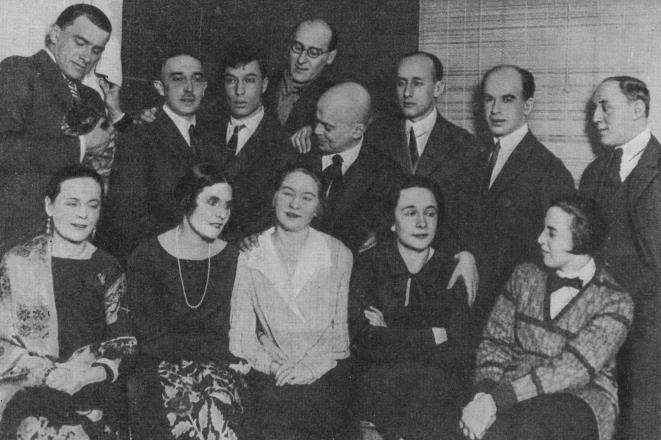
Маяковский после возвращения из Америки (ноябрь—декабрь 1925 г.). Фотография сделана на квартире Маяковского и Бриков в Сокольниках. Сидят (слева направо): Э. Ю. Триоле, Л. Ю. Брик, Р. С. Кушнер, Е. В. Пастернак, О. В. Третьякова. Стоят: Маяковский, О. М. Брик, Б. Л. Пастернак, С. М. Третьяков, В. Б. Шкловский, Л. А. Гринкруг, О. М. Бескин, П. В. Незнамов.

Осип Мартынович (Меерович) Бескин (11 ноября 1892, Вильна —  11 июня 1969[уточнить], СССР) — российский и советский  литературный и художественный критик, редактор.

## Биография
Родился 11 ноября 1892 года в Вильна, в семье купца второй гильдии (впоследствии таксатора) Меера Израилевича (Мартына Яковлевича, 1851—1904) и Екатерины Самойловны Бескиных. У него были сёстры Мина (1879), Пелагея (1883) и Елена (1886) и братья Абрам (провизор), Эммануил (впоследствии театральный критик) и Михаил (поэт, драматург, журналист, редактор).
Окончил экономическое отделение Киевского коммерческого института. Член РКП(б) — ВКП(б) (1919—1949 и с 1950).
Секретарь «Театральной газеты» (1916—1918); зав. Городского РОНО г. Москвы и член Моссовета (1920—1921); член правления Госиздата (1923—1925); председатель редакционно-издательского отдела Главполитпросвета и ответственный редактор журнала «Советское кино» (1926—1928); учёный секретарь Института литературы и искусства Комакадемии (1929—1931); ректор новооткрывшегося Воронежского аграрно-педагогического института (1931—1932); главный редактор Государственного издательства изобразительного искусства (Изогиз) (1932—1934), главный инспектор Наркомпроса РСФСР по изобразительному искусству (1934—1936), одновременно ответственный редактор журналов Искусство и «Творчество» (1932—1940), директор и главный редактор издательства «Искусство» (1936—1938); директор выставки «Вторая Великая Отечественная война» в Дирекции художественных выставок и панорам (1942—1943), старший консультант по творческим вопросам Московского товарищества художников (1943—1946), художественный руководитель и ответственный редактор Товарищества художников «Советский график» (1946—1948), художественный руководитель по выпуску эстампов Комбината графических работ (1954—1963).
Член СП СССР (с 1934), член правления и президиума оргкомитета Союза художников СССР (1939—1950), член правления МОСХ (1939—1960-е).
Прозвище: «мелкий Бескин» (Виктор Шкловский, 20-е гг.). В конце 1940-х — начале 50-х гг. обвинялся в «космополитизме».
Персональный пенсионер республиканского значения с 1954 г. (в последние годы жизни — союзного значения).
Скончался 11 июня 1969 года. Похоронен на Донском кладбище.

## Творчество
Публиковался с 1917 года. В молодости чрезвычайно продуктивный и активный участник художественной жизни, легко вписался в идеологическую парадигму советской арт-критики 20-х гг., писал преимущественно о современных театре и поэзии (статьи о Клычкове, Клюеве, Орешине («Россеяне»), Багрицком («Больной Уленспигель»), Казине («Поэт, идущий стороной»), Асееве («Хорошо») и др.).
В 1930 году в книге «Кулацкая художественная литература и оппортунистическая критика» заклеймил «россеянство» в литературе, отождествляя его с «кулацко-патриархальной стихией» и «кулацкой агитацией».
"Она еще доживает свой век – старая, кондовая Русь с ларцами, сундуками, иконами, лампадным маслом, с ватрушками, шаньгами по «престольным» праздникам, с обязательными тараканами, с запечным медлительным, распаренным развратом, с изуверской верой, прежде всего апеллирующей к богу на предмет изничтожения большевиков, с махровым антисемитизмом, с акафистом, поминками и всем прочим антуражем.
```
Еще живет «россеянство», своеобразно дошедшее до нашего времени славянофильство, даже этакое боевое противозападничество с верой по-прежнему, по старинке, в «особый» путь развития, в народ-«богоносец», с погружением в «философические» глубины мистического «народного духа» и красоты «национального» фольклора".
```

Уличал критиков А. Воронского  и В. Полонского  в том, что они выдали «мандат на представительство от крестьянской литературы псевдокрестьянским, кулацким писателям — всяческим и разных масштабов Есениным, Клюевым, Клычковым, Орешиным, Радимовым и пр.».
В 30-х гг. яростно обличал «формализм» в литературе («Вывихнутое, формалистическое творчество Заболоцкого ярко демонстрирует, в какой тупик приходит поэт, не связанный вплотную с жизнью, с нашей действительностью, не понимающий её процессов. Бытование в скворешнике приводит к скворцовому сознанию, скворцовой поэзии. А скворцовый язык, как бы ни был он забавен, есть все же только птичий язык») и живописи (в книге «Формализм в живописи» обвиняются в реакционности все художники, чье творчество отмечено эстетическим поиском за пределами соцзаказа: Шевченко, Штеренберг, Истомин, Фонвизин, Тышлер и Лабас, Древин и Удальцова, Филонов, Пунин, Малевич, Клюн, Суетин и др.).
Автор нескольких монографий о советских художниках.

## Семья и личная жизнь
У Осипа Бескина был роман с актрисой Вероникой Полонской.
Жена — Поршнева Галина Георгиевна (1911—2003), похоронена на Введенском кладбище.
Сын — Никита (1931—1992), физик.
Его сестра Пелагея (1883—?), зубной врач, была с 1905 года замужем за математиком Израилем Яковлевичем Кабачником, который служил в чаеразвесочной фабрике Высоцкого; их сыновья — советский химик, академик АН СССР Мартин Израилевич Кабачник и математик-статистик Яков Израилевич Кабачник.

## Интересные факты
Бескин послужил прототипом отрицательного персонажа Осипа Давыдовича Иванова-Петренко в романе Ивана Шевцова «Тля».

## Сочинения
- Кулацкая художественная литература и оппортунистическая критика. М., 1930, 1931
- Творческий путь Маяковского. Воронеж, 1931
- Формализм в живописи. М., 1933
- Художник-герой. М., 1956
- Екатерина Белашова. М., 1958
- Юрий Пименов. М., 1960
- Виктор Шестаков. М., 1965
- Георгий Ечеистов. М., 1969